# Irene Pivetti
Irene Pivetti (ur. 4 kwietnia 1963 w Mediolanie) – włoska dziennikarka, prezenterka telewizyjna, polityk, przewodnicząca Izby Deputowanych (1994–1996).

## Życiorys
Studiowała filologię i literaturę nowożytną na Uniwersytecie Katolickim w Mediolanie. Pracowała następnie jako publicystka m.in. w gazecie "L'Indipendente". Zaangażowała się w działalność Ligi Północnej. Z jej ramienia w 1992 i 1994 uzyskiwała mandat posłanki do Izby Deputowanych XI i XII kadencji. Po wyborach w 1994, w których zwycięstwo odniosła koalicja skupiona wokół Silvia Berlusconiego, została wybrana na urząd przewodniczącego niższej izby włoskiego parlamentu (jako najmłodsza osoba w historii Włoch).
W 1996 po raz trzeci weszła w skład Izby Deputowanych XIII kadencji (do 2001). W tym samym roku odeszła z Ligi Północnej, organizowała własne ugrupowanie (Italia Federale), z którym przyłączyła się do Odnowienia Włoskiego. Później działała w Udeur Clemente Mastelli, pełniła w niej funkcję przewodniczącego.
Kontynuowała w tym czasie pracę dziennikarską w ramach "Il Messaggero" (1996–1997), "Libero" (2000) i "Il Campanile nuovo" (2000–2002). W 2001 zrezygnowała z aktywności politycznej. Na antenie stacji telewizyjnej La7 zaczęła prowadzić program Fa' la cosa giusta. Później została prezenterką w sieci Mediaset (prowadziła Bisturi! Nessuno è perfetto i Giallo 1). W latach 2005–2006 była gospodarzem talk-show Liberitutti. Następnie była prezenterką w stacji Retequattro (program Tempi moderni), a w latach 2007–2008 prowadzącą na antenie Rai 1 talent show pod nazwą Ballando con le stelle. Współpracowała też z innymi stacjami telewizyjnymi.
W 2009 powróciła do lokalnej polityki, mianowano ją asesorem (członkinią władz wykonawczych) w administracji miejscowości Berceto. W 2010 ogłoszono jej nominację do władz miejskich Reggio di Calabria.